# Ludlul bel nemeqi
Ludlul bel nemeqi, o "Lloaré al Senyor de la Saviesa" anomenat també el Job babilònic, és un poema mesopotàmic escrit en accadi que es preocupa pel problema de l'injust patiment d'un home afligit, anomenat Shubshi-meshre-Shakkan. El protagonista és turmentat, però no sap per què. Ell ha estat fidel en totes les seves funcions als déus. S'especula que potser el que és bo per l'home és dolent pels déus, i viceversa. És en última instància, alliberat dels seus sofriments.
El poema va ser escrit en quatre tauletes en forma canònica, formada per més de 400 línies. D'acord amb William Moran, l'obra és un himne d'acció de gràcies a Marduk per a la recuperació d'una malaltia.
El poema el va publicar W. G. Lambert l'any 1960 i va ser reimprès el 1996.

## Ludlul bel nemeqi i el llibre de Job
Al llibre Ludlul bel nemeqi se l'anomena també el Job babilònic per la seva similitud amb el llibre de Job de la Bíblia. La majoria d'autors creients pensa que el llibre de Job va influir en la redacció d'aquest poema, però els erudits sostenen que aquest per la seva antiguitat és la font del Job bíblic. No és l'únic text bíblic amb possibles influències babilòniques, diversos relats del llibre de Gènesi podrien tenir com a font poemes mesopotàmics. Aquest sincretisme religiós es podria haver produït durant els 70 anys de captiveri Babiloni després de la conquesta de Jerusalem per Nabucodonosor II.